# Heinrich Rudolf Schinz
Heinrich Rudolf Schinz (30 de março de 1777 - 8 de março de 1861) foi um médico e naturalista suíço.

## Galeria

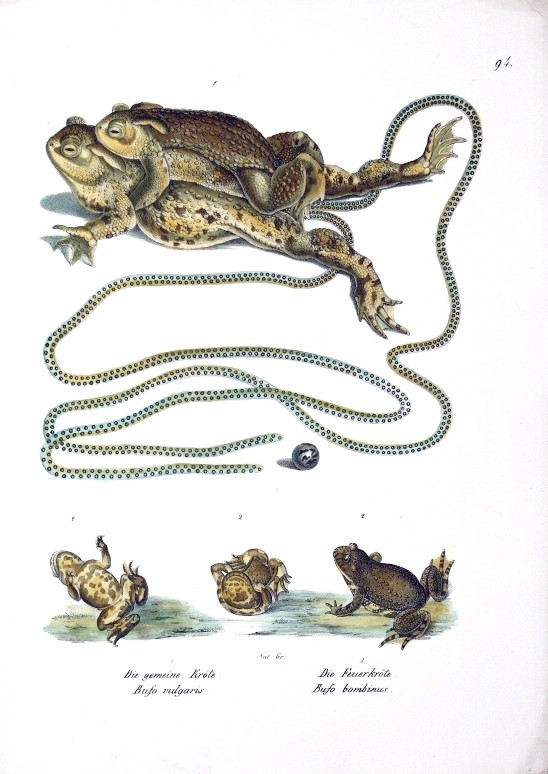
Bufo spp. de "Naturgeschichte und Abbildungen Der Reptilien"
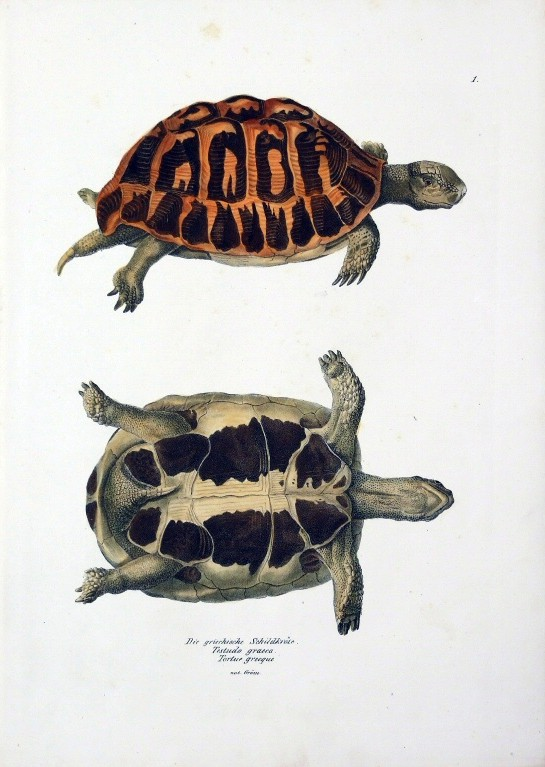
Tartaruga grega de "Naturgeschichte und Abbildungen Der Reptilien"
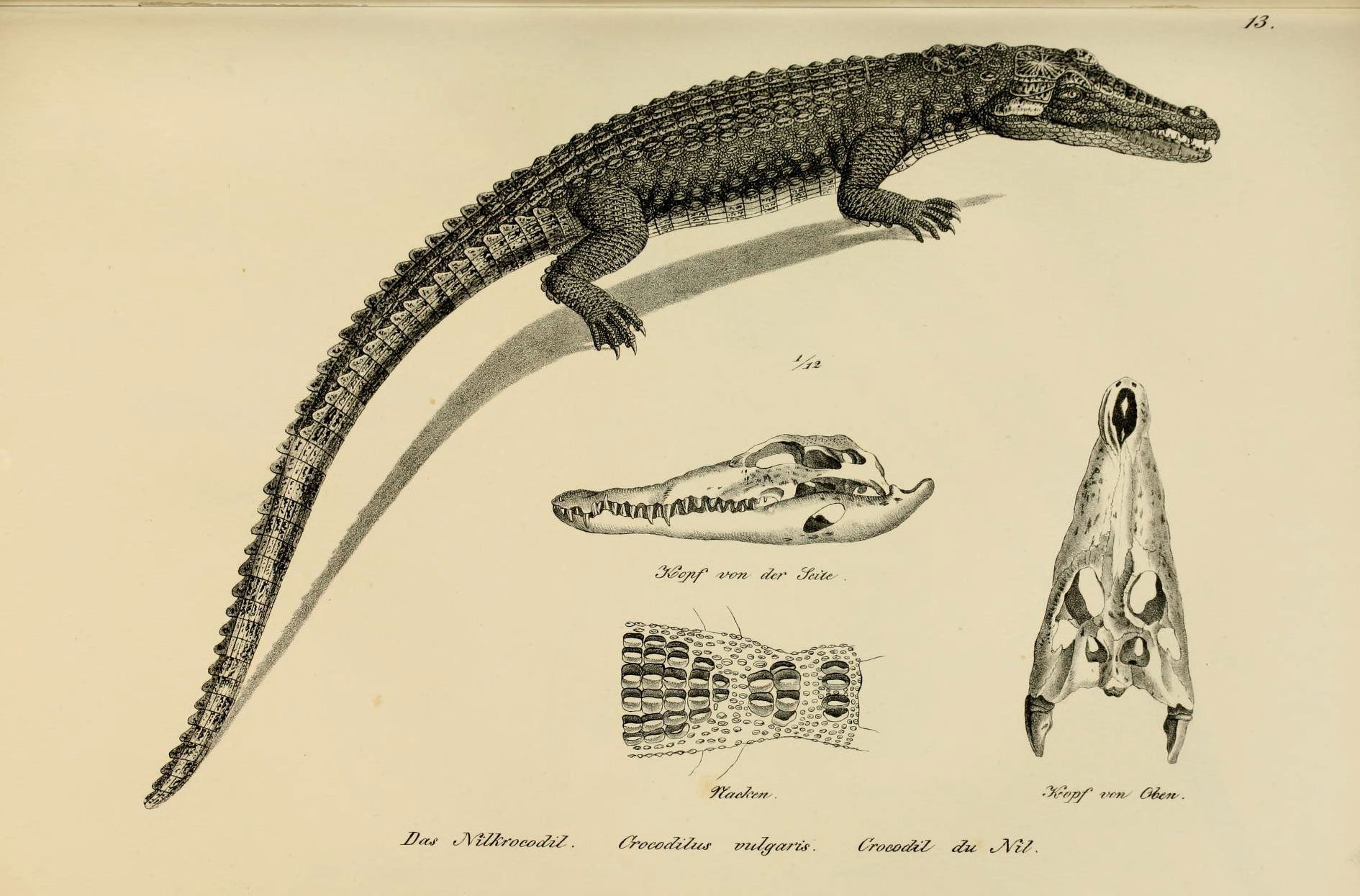
Crocodilo do Nilo de "Naturgeschichte und Abbildungen Der Reptilien"
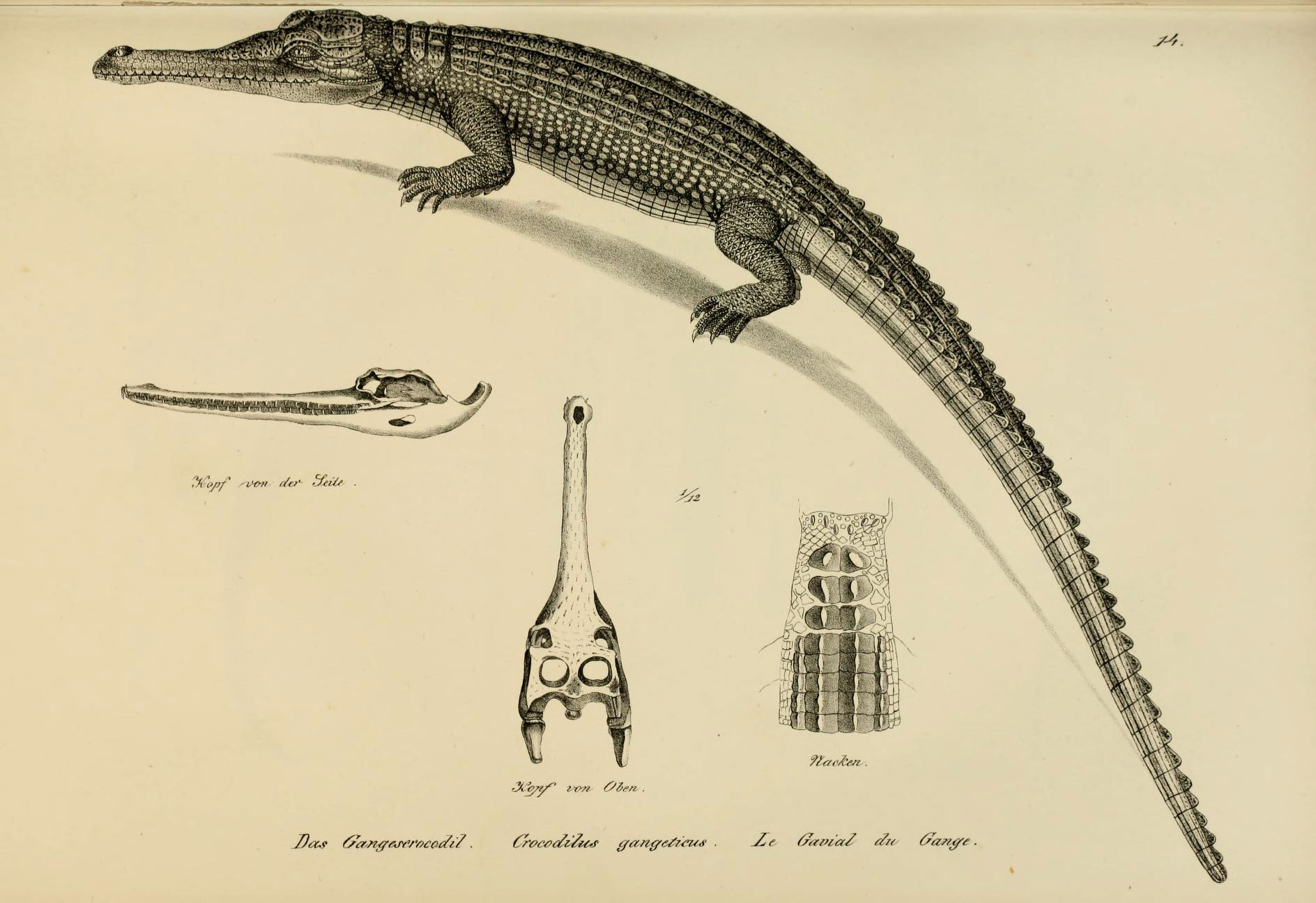
Gavial de "Naturgeschichte und Abbildungen Der Reptilien"